# 伦纳德·马丁
伦纳德·马丁（英語：Leonard Martin，1901年11月24日—1967年12月25日），英国男子帆船运动员。他曾代表英国参加1936年夏季奥林匹克运动会帆船比赛，联同克里斯托弗·博德曼、迈尔斯·贝尔维尔、拉塞尔·哈默和查尔斯·利夫获得6米级金牌。